# Домијанићи
Домијанићи (хрв. Domijanići, итал. Damiani o Villa Damiani) су насељено место у општини Жмињ, Истарска жупанија, Хрватска.

## Историја
До територијалне реорганизације у Хрватској били су у саставу старе општине Ровињ.

## Становништво
У попису становништва из 2011. године, Домијанићи су имали 120 становника.
| Број становника према пописима | Број становника према пописима | Број становника према пописима | Број становника према пописима | Број становника према пописима | Број становника према пописима | Број становника према пописима | Број становника према пописима | Број становника према пописима | Број становника према пописима | Број становника према пописима | Број становника према пописима | Број становника према пописима | Број становника према пописима | Број становника према пописима | Број становника према пописима |
| ------------------------------ | ------------------------------ | ------------------------------ | ------------------------------ | ------------------------------ | ------------------------------ | ------------------------------ | ------------------------------ | ------------------------------ | ------------------------------ | ------------------------------ | ------------------------------ | ------------------------------ | ------------------------------ | ------------------------------ | ------------------------------ |
| 1857                           | 1869                           | 1880                           | 1890                           | 1900                           | 1910                           | 1921                           | 1931                           | 1948                           | 1953                           | 1961                           | 1971                           | 1981                           | 1991                           | 2001                           | 2011                           |
| 0                              | 0                              | 142                            | 174                            | 221                            | 206                            | 0                              | 0                              | 203                            | 200                            | 198                            | 164                            | 137                            | 119                            | 123                            | 120                            |

Напомена: Године 1857, 1869, 1921. и 1931. подаци су садржани у насељу Жмињ. Од 1880. до 1910. исказивано под именом Дамјанићи, а 1948. под именом Дамијанићи. Садржи податке за некадашње насеље Кмети које је од 1890. до 1910. исказивано као насеље.